# Xã Brighton, Quận Washington, Iowa
Xã Brighton (tiếng Anh: Brighton Township) là một xã thuộc quận Washington, tiểu bang Iowa, Hoa Kỳ. Năm 2010, dân số của xã này là 837 người.